# Calosoma

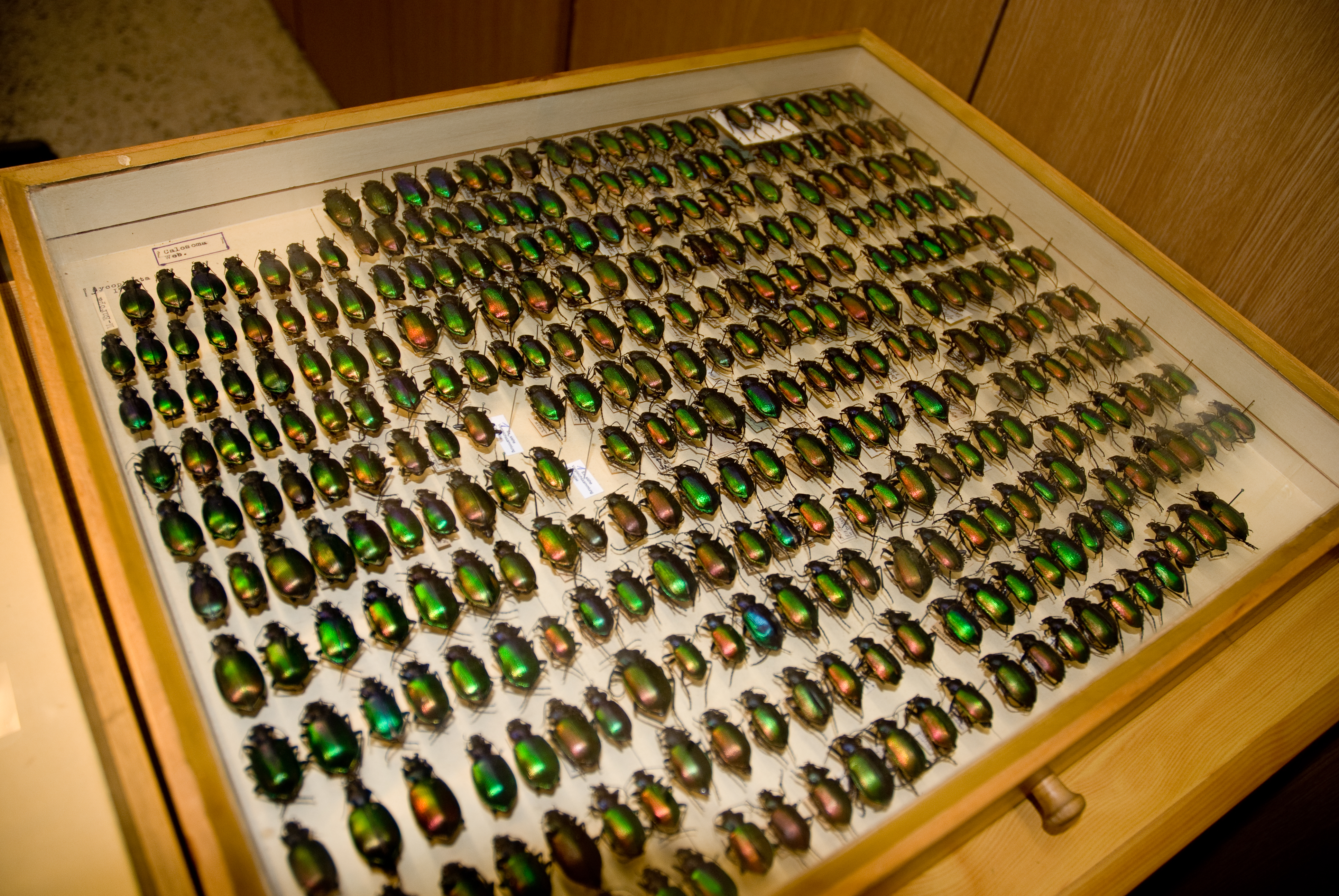
Zbiór Calosoma sp.

Calosoma – rodzaj chrząszczy z rodziny biegaczowatych i plemienia Carabini. Zwyczajowo określany jako liszkarz lub tęcznik. Wszystkie gatunki z tego rodzaju podlegają w Polsce ochronie gatunkowej.

## Opis
Duże chrząszcze. Przedstawiciele tego rodzaju posiadają żuwaczki silnie poprzecznie pomarszczone, przedplecze silnie poprzeczne oraz trzeci człon czułków długi z wyraźnym kilem po zewnętrznej stronie, którymi to cechami wyróżniają się spośród innych Carabini. Ponadto posiadają szerokie pokrywy i w pełni rozwinięte tylne skrzydła.

## Biologia
Stadium larwalne trwa bardzo krótko, bo zaledwie 2 do 3 tygodni. Dorosłe żyją za to 2 do 3 lat. Zarówno larwy, jak i osobniki dorosłe są aktywnymi drapieżnikami, polującymi na owady.

## Występowanie
W Europie występuje 6 gatunków, z czego w Polsce 5 gatunków:
- Calosoma (Calosoma) sycophanta (Linneusz, 1758) – tęcznik liszkarz, liszkarz tęcznik[1]
- Calosoma (Calosoma) inquisitor inquisitor (Linneusz, 1758) – tęcznik mniejszy, liszkarz mniejszy[1]
- Calosoma (Campalita) auropunctatum auropunctatum (Herbst, 1784) – tęcznik złocisty
- Calosoma (Charmosta) investigator investigator (Illiger, 1798) – tęcznik ziarenkowaty
- Calosoma (Callisphaena) reticulatum reticulatum (Fabricius, 1787) – tęcznik marszczony

## Systematyka
Do rodzaju tego należy 135 gatunków. Podział na podrodzaje stosowany jest różnie. Katalog „Carabidae of the World” podaje następujące podrodzaje:

- Calosoma (Blaptosoma) Gehin, 1876
- Calosoma (Callisphaena) Motschulsky, 1859
- Calosoma (Callistenia) Lapouge, 1929
- Calosoma (Callisthenes) Fischer, 1820
- Calosoma (Callitropa) Motschulsky, 1865
- Calosoma (Calopachys) Haury, 1880
- Calosoma (Calosoma) (Weber, 1801)
- Calosoma (Caminara) Motschulsky, 1866b
- Calosoma (Campalita) Motschulsky, 1865
- Calosoma (Carabomimus) Kolbe, 1895
- Calosoma (Carabomorphus) Kolbe, 1895
- Calosoma (Carabophanus) Kolbe, 1895
- Calosoma (Carabops) Jacobson, 1900
- Calosoma (Carabosoma) Gehin, 1885
- Calosoma (Castrida) Motschulsky, 1865
- Calosoma (Charmosta) Motschulsky, 1865
- Calosoma (Chrysostigma) Kirby, 1837
- Calosoma (Ctenosta) Motschulsky, 1865
- Calosoma (Elgonorites) Jeannel, 1940
- Calosoma (Microcallisthenes) Apfelbeck, 1918
- Calosoma (Neocalosoma) Breuning, 1927
- Calosoma (Orinodromus) Kolbe, 1895
- Calosoma (Teratexis) Semenov & Znojko, 1933

Z kolei katalog „Calosoma of the World” Burschiego przyjmuje następujący podział:

- Calosoma (Australodrepa) Lapouge, 1929
- Calosoma (Callistenia) Lapouge, 1929
- Calosoma (Callisthenes) Fischer, 1820
- Calosoma (Callitropa) Motschulsky, 1865
- Calosoma (Calodrepa) Motschulsky, 1865
- Calosoma (Calopachys) Haury, 1880
- Calosoma (Calosoma) (Weber, 1801)
- Calosoma (Camedula) Motschulsky, 1865
- Calosoma (Caminara) Motschulsky, 1866
- Calosoma (Campalita) Motschulsky, 1865
- Calosoma (Carabomimus) Kolbe, 1895
- Calosoma (Carabomorphus) Kolbe, 1895
- Calosoma (Carabophanus) Kolbe, 1895
- Calosoma (Carabops) Jacobson, 1900
- Calosoma (Castrida) Motschulsky, 1865
- Calosoma (Charmosta) Motschulsky, 1865
- Calosoma (Chrysostigma) Kirby, 1837
- Calosoma (Ctenosta) Motschulsky, 1865
- Calosoma (Orinodromus) Kolbe, 1895